# Хроли
Хроли́ (раніше — Фролови, Фроли) — село в Україні, у Харківському районі Харківської області. Населення становить 2536 осіб. З 2016 року у складі Роганської селищної громади.

## Географія
Село Хроли знаходиться на обох берегах річки Студенок, нижче за течією на відстані 5 км розташований смт Безлюдівка, на протилежному березі — села Борове і Лелюки. На річці невелика загата.
Відстань до райцентру становить близько 3 км.

## Історія
- Село вперше згадується у 1782 році. Початкова назва - хутір Студенецький[1].
- Біля села є кургани епохи бронзи[4]

## Населення

### Мова
Розподіл населення за рідною мовою за даними перепису 2001 року:
| Мова            | Кількість | Відсоток |
| --------------- | --------- | -------- |
| російська       | 1345      | 50.06%   |
| українська      | 1312      | 48.83%   |
| білоруська      | 15        | 0.56%    |
| болгарська      | 1         | 0.03%    |
| інші/не вказали | 14        | 0.52%    |
| Усього          | 2687      | 100%     |

## Економіка
У селі розташована Хролівська виправна колонія № 140, а також найбільша в області птахофабрика «Зоря».